# W47 (核彈頭)

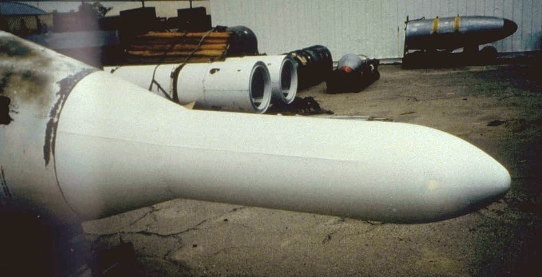
W47彈頭重返大氣層載具

W47是美國的一款熱核彈頭，它用於UGM-27北極星潛射彈道導彈系統上。其多種型號自1960年開始服役，於1974年末退役。W47是由勞倫斯放射實驗室(現稱勞倫斯利佛摩國家實驗室)於1957-1960年研發。
W47的直徑為18英寸(460 mm)，長47英寸(1,200 mm)，Y1型號重720磅(330 kg)，Y2型號重733磅(332 kg)。Y1的設計爆炸當量為60萬噸，Y2當量為Y1的2倍，是為120萬噸。W47是第一個使用新的小型化彈芯的彈頭。下投時，應用了空氣動力學的擴張型底座提供方向穩定性。重返時，兩個小型火箭發動機啟動，旋轉彈頭，提升彈頭的穩定性和勻稱性。

## 設計
根據英國的解密文件顯示，W47內載2.5 kg(5.5磅)鈈，60 kg(130磅)鈾，36 kg(79磅)氘化鋰和4 g氚。

## 試驗
W47是美國唯一有進行過大氣導彈及彈頭試驗的洲際彈道導彈或潛射彈道導彈彈頭，試驗於1962年5月6日進行。試驗為Frigate Bird，是多明尼克行動的一部分。當時，SSBN-608潛艇駐紮在約翰斯頓環礁外，發射一枚UGM-27北極星A2導彈至夏威夷州南方附近的帕邁拉環礁的一個公海目標點上。該導彈飛行近1,890公里。這次試驗被兩艘位於目標點約30英里(48公里)的駐紮在水下的美國潛艇，SS-337和SS-480所探測到。該導彈在1996年5月6日，格林威治標準時間23:30，距約目標點1.2英里(2 km)外引爆，目標高度為11,000英尺(3,400 m)。該次引爆是成功的，W47Y1的完整設計爆炸當量約為60萬噸。儘管該次試驗在日後存在相當大的爭議，但這是用以提升美國彈道導彈系統的信心。這試驗只是對彈頭在某種程度上的測試，據透露，測試的彈頭在事前經歷修改，這並不表示庫存的彈頭一定有相同的效果。

## 可靠性爭議
W47彈頭在其彈頭設計上存有一系列嚴重的可靠性問題。300枚在1960年4月-1960年6月期間生產的EC-47生產原型，全都於1960年6月因可靠性憂慮而迅速退役。緊接著，Y1和Y2的生產在1960-1964年期間進行。總共生產了1060枚Y1和Y2，但它們被發現存有相當多的可靠性問題，在那時的任何時間上，只有不到300枚彈頭在役。1966年，75%的庫存Y2彈頭被認為存有缺陷且不穏定。整修計劃持續了一段時間。
因在例行保養中發現彈芯出現腐蝕，大量的UGM-27北極星導彈彈頭在1960年代早期被替換。
W45，W47與W52彈頭的故障是美國核武器部隊在沒有持續核試驗走向未來的情況下，武器的可靠性仍然是經常被談論的議題。
就在1958年暫停第一次硬餅乾行動-Neptune之前，對W47彈頭進行的單點式安全測試失敗，產生了100噸的爆炸。因為測試禁令妨礙了單點式安全設計自身的測試需要，因此採用了一個權宜之計，在製造過程中把一條硼-鎘線折疊至彈芯內，並在彈頭進行武裝程序時，使用一個小型電機將其拉出。不幸地，該硼-鎘線有在存儲期間變得易碎的傾向，在它進行武裝程序期間會斷裂，或卡住，這使它不能完全從彈頭中移除，將彈頭變為啞彈。估計有50-75%的彈頭會失效。這需要對W47的基本元件進行徹底的改造、維修。用於潤滑硼-鎘線的油也促進了彈芯的腐蝕。

## 外部連結
- UGM-27北極星導彈